# کیم کی-هون
کیم کی-هون (به کره‌ای: 김기훈 - Kim Ki-hoon) ورزشکار مرد رشتهٔ اسکیت سرعتی مسیر کوتاه اهل کشور کره جنوبی است. وی در بین سال‌های ‎۱۹۹۲ تا ۱۹۹۴ میلادی در مسابقات بازی‌های المپیک زمستانی در مجموع ۳ مدال طلا را کسب کرد.